# Caleta dels Marbres
La Caleta dels Marbres, o cala de les Mabres, és una petita platja del municipi de Salou (Tarragonès), situada al cap de Salou, entre la paret rocosa Penya Tallada, que la separa de la cala de Penya Tallada al nord, i la Punta Prima, que la separa de la cala Font al sud. Té una longitud de 24 metres i una amplada mitjana de 6 metres, formada per sorra fina.
El nom de 'Caleta dels Marbres' va ser introduït a la toponímia oficial de l'Ajuntament de Salou el desembre de 2022.